# Wendy Fitzwilliam

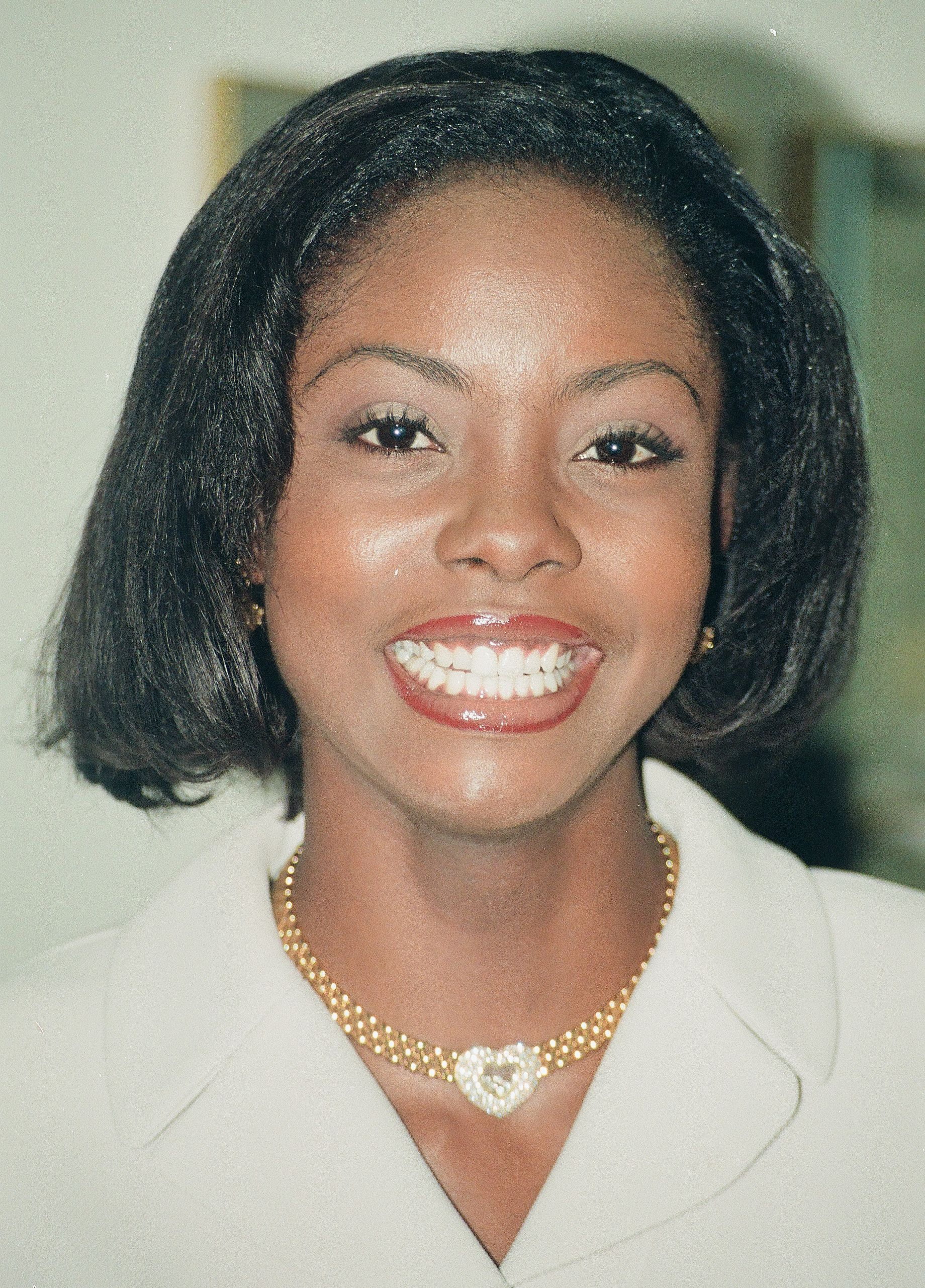
Wendy Fitzwilliam in 1999

Wendy Marcelle Fitzwilliam (Diego Martin (Trinidad), 4 oktober 1972) is de winnares van de verkiezing van Miss Universe in 1998. Ze was de tweede Miss Universe uit Trinidad en Tobago, na Janelle Commisiong in 1977.
Wendy Fitzwilliam studeerde in 1996 af als bachelor in de rechten aan de University of the West Indies, waarna ze verder studeerde aan de Hugh Wooding Law School. In 1998 werd ze verkozen tot Miss Trinidad & Tobago en mocht ze naar de verkiezing van Miss Universe op 12 mei 1998 in Honolulu, die ze ook won. Ze schortte haar studies dan een jaar op om haar verplichtingen als Miss Universe te kunnen vervullen. Ze zette zich bijzonder in voor de strijd tegen aids en de vooroordelen die rond de ziekte bestaan, en richtte in september 1998 The Hibiscus Foundation op, een stichting voor de bewustmaking rond aids en de steun aan kinderen met hiv. Voor haar inzet kreeg ze de titel van goodwill-ambassadrice van UNAIDS. Om haar te eren werd in haar geboorteplaats Diego Martin de Diamond Boulevard omgedoopt tot Wendy Fitzwilliam Boulevard.
Nadat ze haar Miss Universe-titel in mei 1999 had overgedragen aan Mpule Kwelagobe uit Botswana, vervolledigde ze haar studies. In 2000 werd ze toegelaten tot de balie. Ze ging werken in het overheidsbedrijf eTeck (Evolving TecKnologies and Enterprise Development Company), waar ze vicepresident werd van de Investment Promotions Division.
In 2006 werd ze moeder van een zoon, Ailan. Over haar ervaringen als ongehuwde moeder schreef ze later een boek, Letters to Ailan.
In 2011 verloor ze haar job na een herstructurering bij eTeck en richtte ze haar aandacht op de media. Ze werd executive producer en gastvrouw van de tv-show Caribbean's Next Top Model en werd lid van de meidengroep BQ (Beauty Queen) Girls.